# Rucana
Rucana là một chi bướm đêm thuộc họ Geometridae.